# Stadtpromenade 10–12

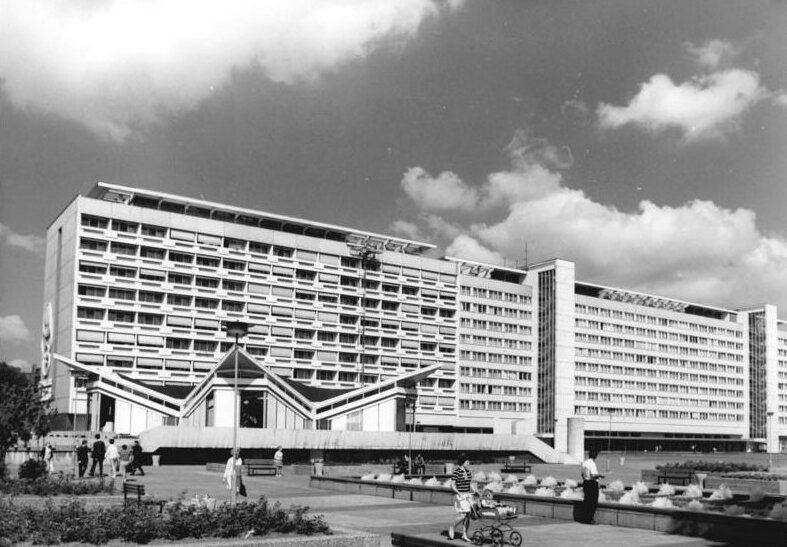
Das Gebäude mit der inzwischen abgerissenen Kosmos-Bar im Vordergrund (1972)

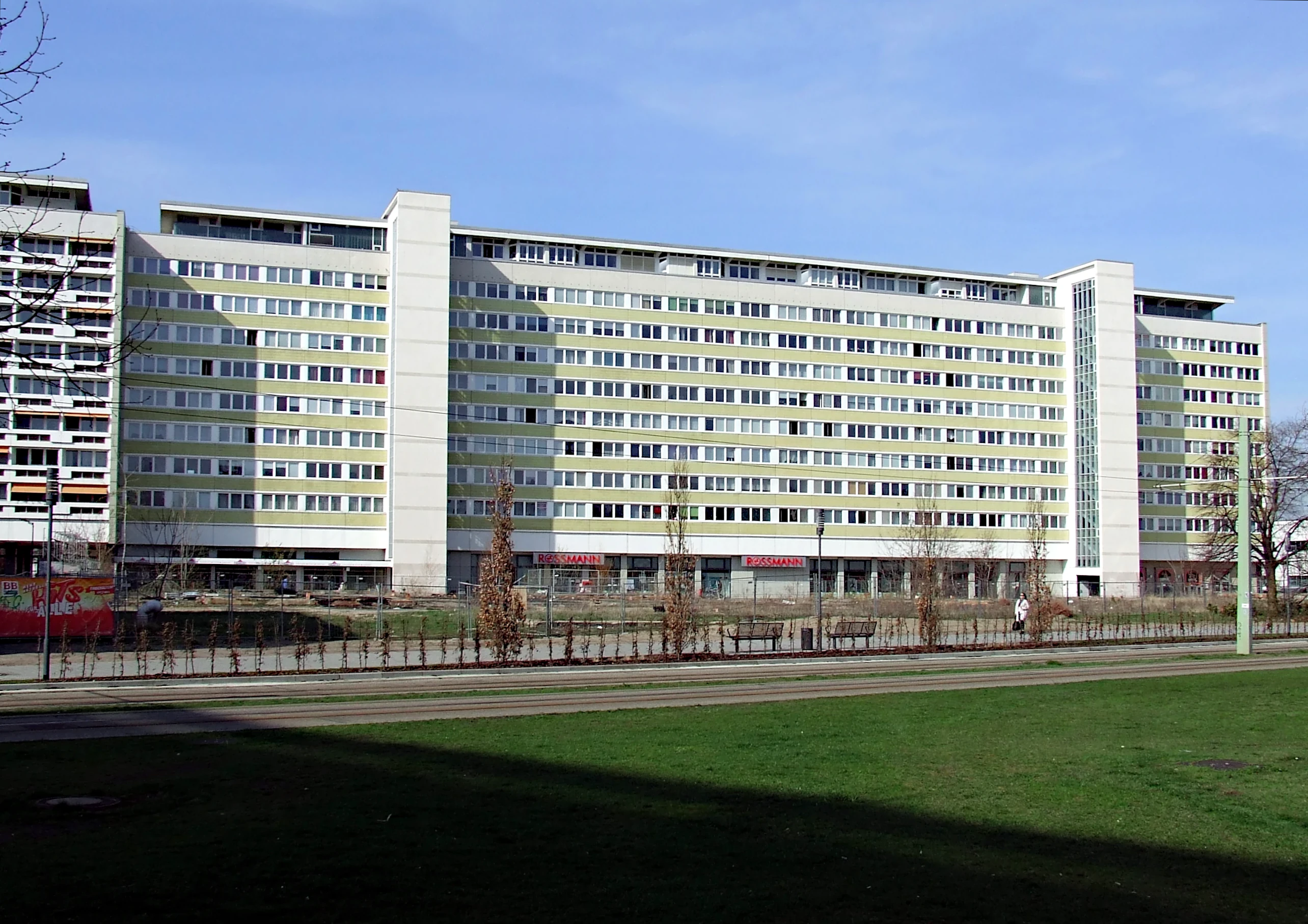
Das Gebäude im Jahr 2019

Die Wohnscheibe Stadtpromenade 10–12 ist ein in den 1970er Jahren errichtetes zehngeschossiges Hochhaus im Stadtteil Mitte der Stadt Cottbus in Brandenburg. Das Gebäude ist Teil eines Denkmalensembles und Teil der in der DDR als „neues Stadtzentrum“ angelegten Stadtpromenade.

## Geschichte und Architektur
Der zehngeschossige Wohnblock wurde im Jahr 1970 nach einem Entwurf der Architekten Werner Fichte und Hans-Georg Vollmar errichtet. Der Baukörper hat eine Länge von 174,65 Metern und sollte die westliche Grenze des Stadtzentrums bilden. Das Gebäude ist in zwei Abschnitte geteilt, die in der Mitte etwa sechs Meter versetzt zueinander verbunden sind. Insgesamt verfügt das Hochhaus über 320 Wohnungseinheiten. An der der Stadtpromenade zugewandten Ostseite sind im Erdgeschoss Geschäftslokale mit großen Schaufensterflächen untergebracht. In der Flucht zur August-Bebel-Straße liegt eine Fußgängerunterführung. Zwischen 1995 und 1997 wurde das Hochhaus saniert und modernisiert, um aktuellen wärmedämmtechnischen Anforderungen zu entsprechen.
Die Wohngeschosse werden durch Fensterbänder gegliedert, die Brüstungen zwischen den Fenstern sind mit gelber Spaltkeramik verkleidet. Bei einigen Teilflächen im Erdgeschoss ist die Verkleidung mit Kalksandstein und Granit hergestellt. An zwei Seiten sind zudem verglaste Treppenhausvorbauten an das Hochhaus gebaut, deren Stirnseiten mit Muschelkalkstein verkleidet sind. Auf der südlichen Seite wird das Gebäude durch eine Loggienreihe abgeschlossen.